# Малка индийска пчела
Малката индийска пчела (Apis florea) е представител на рода медоносни пчели с размери на работничките 7–8 mm, а на майката – около 13 mm. Най-близкият родственик на вида е Apis andreniformis.
Строят гнездата си в клоните на дървета и храсти. Не се поддава на одомашаване тъй като живее само на открито и няма голяма икономическа стойност заради малките си гнезда.

## Класификация
До около 90-те години на XX век Apis florea и Apis andreniformis не са разпознавани като отделни видове. След това обаче недвусмислено са отделени като самостоятелни видове. Малката индийка е по-червена и първият коремен сегмент е винаги червен при възрастните работнички (при младите е по-блед на свят), докато Apis andreniformis е по-тъмна и първият коремен сегмент е изцяло черен при възрастните работнички.